# Instituto de la Mujer de Extremadura
El Instituto de la Mujer de Extremadura (IMEX) es el organismo de la Junta de Extremadura encargado de la promoción de las políticas de Igualdad de Oportunidades y de promover las condiciones para hacer efectiva la igualdad entre mujeres y hombres, promoviendo la participación de la mujer en la vida política, socioeconómica, laboral y cultural de Extremadura y eliminando cualquier tipo de discriminación que lo impida.
El organismo se rige por la Ley 11/2001, de 10 de octubre, de creación del Instituto de la Mujer de Extremadura, y por el Decreto 185/2001, de 5 de diciembre, por el que se aprueban los Estatutos del Instituto de la Mujer de Extremadura.